# André Dequae
André Dequae (* 3. November 1915 in Kortrijk; † 17. August 2006 ebenda) war ein belgischer Politiker. Als Mitglied der christdemokratischen flämischen Partei CVP gehörte er in den 1950er und 1960er Jahren in verschiedenen Ressorts als Minister der belgischen Landesregierung an.
Dequae diente zunächst 1950 als Minister für Wiederaufbau, wechselte aber noch im gleichen Jahr an die Spitze des Kolonialministeriums, das er bis 1954 leitete. 1958 war er kurzzeitig Minister für Außenhandel, von 1960 bis 1961 Minister für wirtschaftliche Zusammenarbeit und schließlich von 1961 bis 1965 Finanzminister.
Von 1974 bis 1977 war er Präsident der Abgeordnetenkammer, der zweiten Kammer des belgischen Parlaments. Im Anschluss daran stand er vier Jahre lang dem Belgischen Bauernbund vor. Nach seiner politischen Laufbahn übernahm Dequae den Posten des Aufsichtsratsvorsitzenden der Bank Brussel Lambert.
| Personendaten    | Personendaten        |
| ---------------- | -------------------- |
| NAME             | Dequae, André        |
| KURZBESCHREIBUNG | belgischer Politiker |
| GEBURTSDATUM     | 3. November 1915     |
| GEBURTSORT       | Kortrijk             |
| STERBEDATUM      | 17. August 2006      |
| STERBEORT        | Kortrijk             |